# Karl Viktor Ryssel

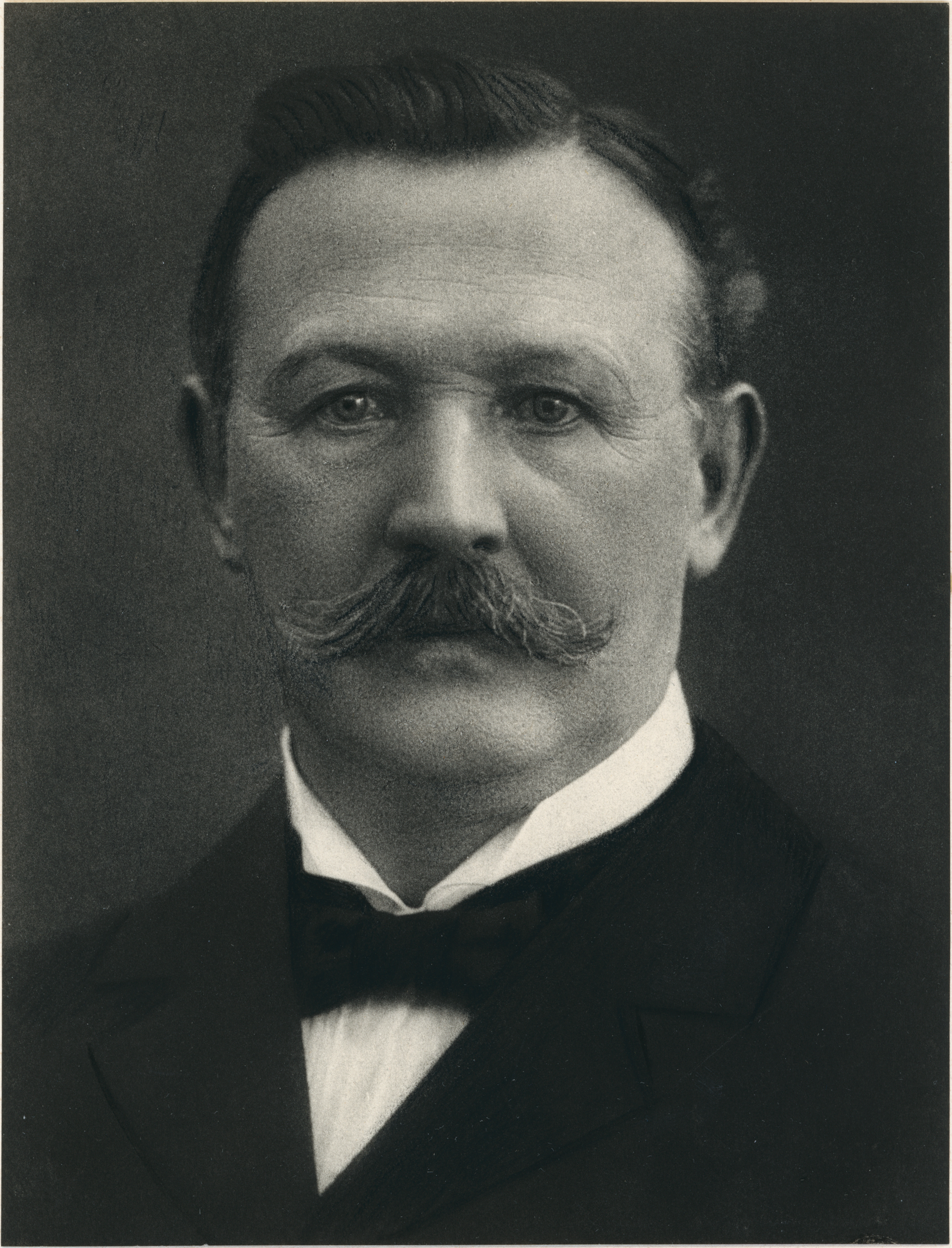
Karl Viktor Ryssel

Karl Viktor Ryssel, auch: Carl Victor Ryssel (* 18. Dezember 1849 in Reinsberg bei Nossen; † 1. März 1905 in Zürich) war ein protestantischer Theologe (Alttestamentler und Altorientalist) und Professor in Leipzig und Zürich.

## Leben und Werk
Ryssel wurde als Sohn eines Brauereipächters in Reinsberg bei Nossen geboren und besuchte von 1861 bis 1868 das Gymnasium in Freiberg. Anschließend studierte er von 1867 bis 1871 an der Universität Leipzig Theologie und Orientalistik u. a. bei Franz Delitzsch. 1871 schloss er das erste theologische Examen ab, wurde ein Jahr später mit seiner Promotionsarbeit: »Die Synonyma des Wahren und Guten in den semitischen Sprachen« zum Dr. phil. promoviert und wurde Hilfslehrer, ab 1873 Oberlehrer und ab 1877 Religionslehrer an der Alten Nikolaischule in Leipzig.
1878 wurde Ryssel nach seiner erfolgten Habilitation für Alttestamentliche Wissenschaft an der Universität Leipzig mit der Habilitationsschrift »De Elohistae pentateuchici sermone« Privatdozent für Altes Testament in Leipzig, wo er 1885 eine außerordentliche Professur für Alttestamentliche Exegese an der Theologischen Fakultät bekam. 1878 wurde er außerdem mit seiner Promotionsschrift »De Elohistae pentateuchici sermone« zum Lic. theol. an der Universität Leipzig promoviert. 1889 folgte er einen Ruf an die Universität Zürich, nachdem ein Ruf als außerordentlicher Professor an die Universität Halle durch die Vergabe an Hermann Gunkel nicht zustande gekommen war und war dort bis 1905 ordentlicher Professor für Alttestamentliche Wissenschaft und Orientalische Sprachen. 1888 wurde er von der Universität Leipzig mit dem Ehrendoktortitel geehrt.

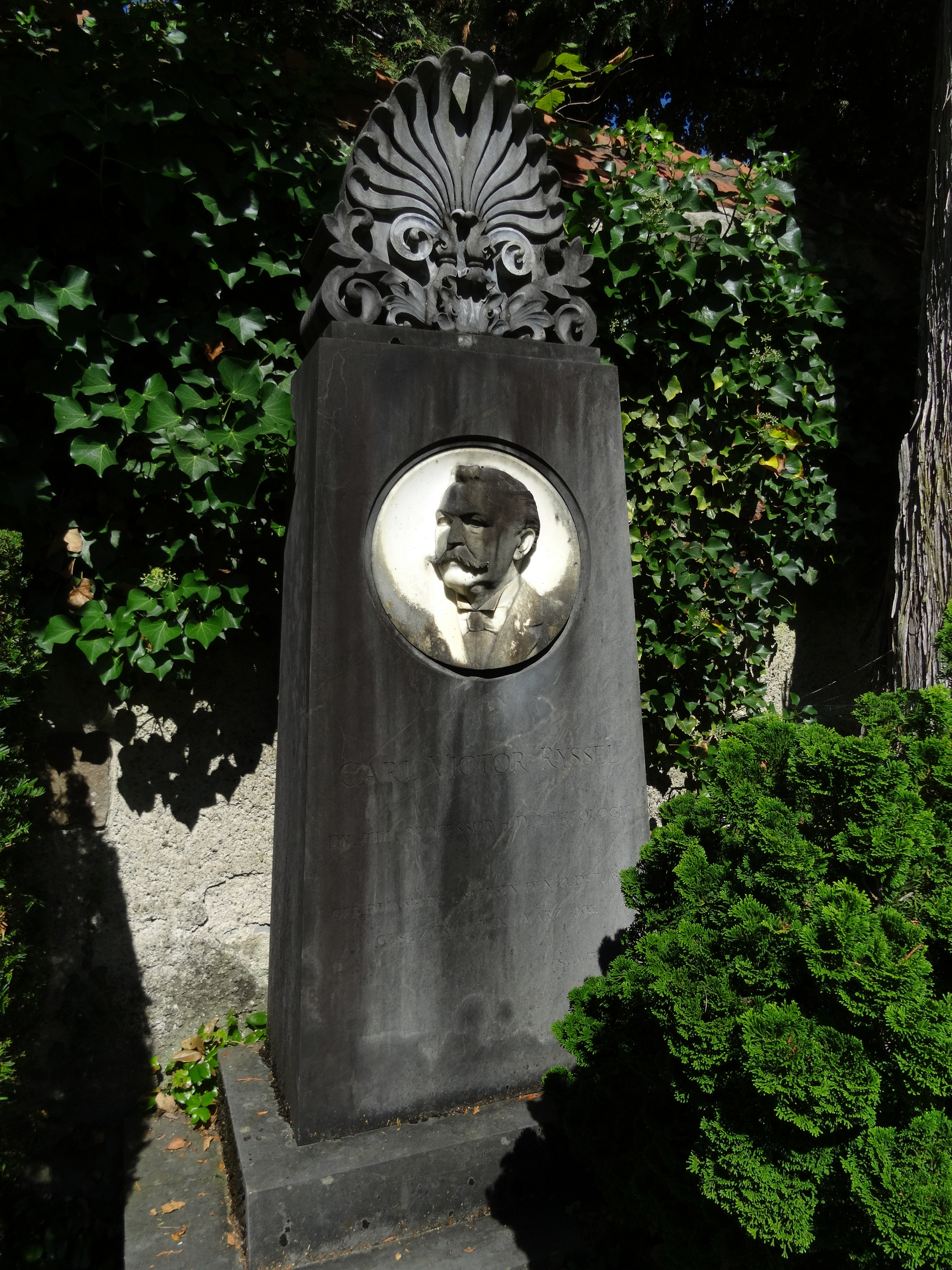
Grab, Friedhof Enzenbühl in Zürich.

Karl Viktor Ryssel heiratete am 18. Juli 1874 Clara Wilhelmine geborene Friederici (geb. 20. August 1846 in Chemnitz; gest. 27. März 1903 in Zürich). Ihre gemeinsame Tochter war Else verh. Schäffer.
Ryssel hatte sich vor allem als Kenner der syrisch-christlichen Literatur einen Namen gemacht. Sprachwissenschaftlich von Bedeutung waren sowohl seine Untersuchungen zur Überlieferung von Sagen und Legenden als auch seine zahlreichen Publikationen zu Gregor Thaumaturgos. Als Alttestamentler wurde Ryssel weniger bekannt. Seine Theorien zur Komposition des Micha-Buches sind weitgehend unwirksam gewesen.
Seine letzte Ruhestätte fand er auf dem Friedhof Enzenbühl in Zürich.

## Publikationen (Auswahl)
- Über den textkritischen Wert der syrischen Übersetzungen griechischer Klassiker, Leipzig 1880–81.
- Ein Brief Georgs, Bischofs der Araber, an den Presbyter Jesus. Aus dem Syrischen übersetzt und erläutert. Mit einer Einleitung über sein Leben und seine Schriften, Gotha 1883.
- Untersuchungen über die Textgestalt und die Echtheit des Buches Micha, Leipzig 1887.
- Georgs des Araberbischofs Gedichte und Briefe, Leipzig 1891.
- Die Apokryphen und Pseudepigraphen des Alten Testaments / in Verb. mit Fachgenossen übers. u. hrsg. von Emil Kautzsch, 2 Bände, Mohr (Siebeck) Tübingen 1900. darin die Übersetzung der Bücher:
  - Das Gebet Manasse
  - Zusätze zum Buch Esther
  - Die Sprüche Jesus’, des Sohnes Sirachs
  - Die syrische Baruchapokalypse
  - Die griechische Baruchapokalypse